# 7398 Walsh
A 7398 Walsh (ideiglenes jelöléssel 1986 VM) a Naprendszer kisbolygóövében található aszteroida. Antonín Mrkos fedezte fel 1986. november 3-án.